# Talib Kweli
Talib Kweli Greene, född 3 oktober 1975 i Queens, New York, New York, är en amerikansk hiphopartist.
Han är en av de mest framstående rapparna inom underground-hiphopen, och hyllas ofta av kritiker trots att han saknar någon större kommersiell framgång. "Talib" är arabiska och betyder "kunskapssökare". Kweli betyder sanning på swahili. Båda hans föräldrar är välmeriterade akademiker.
Som ung intresserade han sig för den afrocentriska hiphopen som växte fram i början av 1990-talet, såsom De La Soul och andra medlemmar av The Native Tongues. Snart började han spela in med producenten Hi-Tek och med rapparen Mos Def som han känt sedan high school.

## Diskografi

### Studioalbum
Solo
- 2002 – Quality (Rawkus Records)
- 2004 – The Beautiful Struggle (Geffen Records)
- 2005 – Right About Now: The Official Sucka Free Mix CD (Koch Records)
- 2007 – Eardrum
- 2011 – Gutter Rainbows

Med Mos Def som Black Star
- 1998 – Mos Def & Talib Kweli Are Black Star (Rawkus Records)

Med Hi-Tek som Reflection Eternal
- 2000 – Train of Thought (Rawkus Records)
- 2010 – Revolutions per Minute (album) (Rawkus Records)